# Konservatorium Bratislava
Das Konservatorium Bratislava (slowakisch: Konzervatórium) ist eine Ausbildungsstätte für Musik in der slowakischen Hauptstadt Bratislava. Das Konservatorium wurde 1919 gegründet und hieß zwischen 1928 und 1941 Musik- und Theaterakademie (Hudobná a dramatická akadémia).